# 土连翘
土连翘（学名：Hymenodictyon flaccidum）为茜草科土连翘属下的一个种。